# Stiamo tutti bene
Stiamo tutti bene è un singolo del cantautore italiano Mirkoeilcane, pubblicato il 16 dicembre 2017 come primo estratto dal secondo album in studio Secondo me.

## Sanremo 2018
Con il brano l'artista ha partecipato al Festival di Sanremo 2018 nella categoria "Nuove proposte", classificandosi al secondo posto dopo Ultimo con Il ballo delle incertezze e aggiudicandosi, nella sua categoria, il Premio della Critica "Mia Martini".
Inoltre la canzone si è aggiudicata il Premio Sergio Bardotti per il miglior testo ed il Premio PMI (music) alla musica indipendente, tutti relativi alla categoria "Nuove proposte".

## Il brano
Il testo del brano è ispirato ad un incontro reale tra il cantante e il protagonista del brano stesso avvenuto in un locale del quartiere Appio Latino di Roma, L’asino che vola.
La canzone narra la drammatica vicenda di un gruppo di migranti prigionieri su un gommone, raccontata in prima persona da un bambino di nome Mario.

## Tracce
- Download digitale

1. Stiamo tutti bene – 3:49

## Video musicale
Il videoclip della canzone è stato diretto da Vincenzo Alfieri.